# Canopidae
Canopidae Amyot & Serville, 1843, è una famiglia di insetti Pentatomomorfi dell'ordine Rhynchota Heteroptera, superfamiglia Pentatomoidea.

## Descrizione
I Canopidae sono insetti di piccole dimensioni con scutello grande e convesso, ricoprente quasi completamente l'addome e le emielitre.

## Sistematica e diffusione
La posizione sistematica di questa famiglia è controversa. L'inquadramento al rango di famiglia fa capo alla revisione di SCHUH & SLATER (1995) . Altre fonti considerano i Canopidae una sottofamiglia dei Pentatomidae o dei Thyreocoridae, quest'ultima non contemplata nello schema tassonomico di SCHUH & SLATER.
L'areale dei Canopidae è neotropicale.